# Vladimír Dmitrijevič Mendělejev
Vladimír Dmitrijevič Mendělejev (* 14. ledna 1865 Petrohrad – 1898) byl ruský námořní důstojník a projektant vodních staveb. Byl synem vědce Dmitrije Ivanoviče Mendělejeva a je autorem projektu přehrazení Kerčské úžiny.

## Životopis

### Dětství a mládí
Vladimír Dmitrijevič se narodil 14. ledna 1865 v Petrohradu jako první syn Dmitrije Ivanoviče Mendělejeva a Feozvy Nikitičny roz. Leščové. První dítě z tohoto manželství sestra Marie zemřela v prvním roce života. Dalšími sourozenci byla Olga a dále sourozenci z otcova druhého manželství Ljubov, Ivan a dvojčata Vasil a Marie. Sourozenci z druhého manželství byli více než o půl generace mladší a tak nejbližším sourozencem byla Olga, se kterou strávil dětství na statku Boblovo. Dmitrij Ivanovič měl velmi rád všechny své děti, ale k Vladimírovi jako k prvorozenci si vytvořil velmi silný vztah a vkládal do něj největší naděje. Navíc po neshodách rodičů koncem sedmdesátých let začali manželé žít odděleně, matka spolu s Olgou a otec s Vladimírem. V roce 1880 Vladimír jako patnáctiletý kadet námořního sboru cestoval se svým otcem na Kavkaz. Při zpáteční cestě z Kerče do Sevastopolu Dmitrij Ivanovič synovi vyprávěl o velkolepých plánech cara Petra na přehrazení Kerčské úžiny. Od té doby se tento projekt vryl do Vladimírovy mysli jako celoživotní zájem. Po svém otci zdědil schopnost dokonalé analytické rozvahy ale i pracovní a vědeckou houževnatost. Projekt během dalších let přivedl do fáze reálného projektu s dostatečnou technickou i ekonomickou podstatou. I když se věnoval kariéře námořního důstojníka, ke své milované představě Azovského zálivu jako samostatného ze všech stran chráněného ruského moře se neustále vracel. V roce 1884 absolvoval Námořní kadetní sbor.

### Plavba na Dálný východ

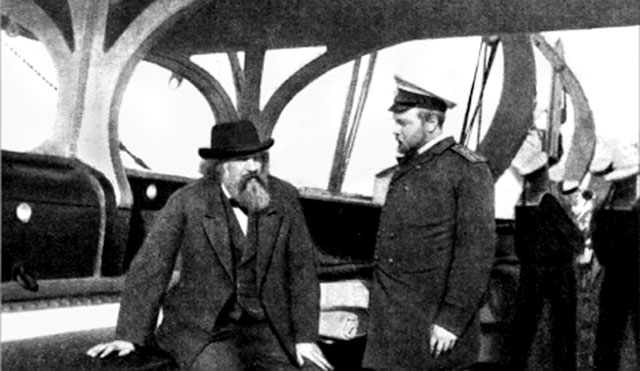
Dmitrij Ivanovič Mendělejev a Vladimír Dmitrijevič na palubě křižníku Pamjať Azova v létě 1890

Kromě bystré mysli Vladimír po svém otci zdědil i stejné komplikace v osobním životě. Stejně jako otec byl i Vladimír bolestivě a nečekaně opuštěn svou snoubenkou krátce před plánovanou svatbou, stejně jako otec na bolestivý prožitek odejel zapomínat do zahraničí a stejně jako otec i on si ze zahraniční cesty přivezl vyživovací povinnost. Tou nešťastnou láskou byla Maria Fjodorovna Jurkovská, pozdější herečka a žena Maxima Gorkého. Díky otci Vladimír v hodnosti poručíka získal funkci doprovodu následníka trůnu careviče Nikolaje II, při jeho plavbě na lodi Pamjať Azova. Tato obrněná fregata s děly ráže 203 mm byla určena k plavbě na Dálný východ jako součást širší diplomatické mise. Loď vyplula z Petrohradu 23. srpna 1890 s cílem obeplout Evropu a v Sevastopolu nabrat na palubu careviče. Osmanská říše však neudělila povolení k proplutí do Černého moře a tak se Mikuláš II nalodil v Terstu. 19. října loď opustila Terst a v Řecku na palubu nastoupil řecký princ a Nikolajův přítel Georg. V Bombaji loď ukotvila na 42 dní za účelem carevičova odpočinku a přístav opustila 31. ledna 1891. Cílového Vladivostoku bylo dosaženo 16. května 1891. Ještě před tím loď kotvila v japonském přístavu Nagasaki. Zde byl během diplomatických jednání mezi Japonským císařem a zástupci Ruska a Řecka napaden Mikuláš II fanatickým policejním důstojníkem japonské ochranky  a byl poraněn údery šavle. Japonská strana byla tímto útokem velmi poděšena jako možným iniciačním incidentem válečného vztahu a případ byl velmi podrobně vyšetřován. Do vyšetřování byl zapojen i Vladimír Dmitrijevič, který hojně využil svého koníčka fotografování, kterému se dříve často věnoval spolu s otcem. Do vyšetřovacího spisu incidentu v Ótsu se tak dostalo na 5000 fotografií, pořízených Vladimírem Dmitrijevičem Mendělejevem. Z Vladivostoku se carevič vydal na zpáteční cestu do Petrohradu, Pamjať Azova plnila svou dálněvýchodní misi ještě rok. Japonsko v této době byla uzavřenou zemí a kontakt s představiteli země byl umožněn pouze během přesně naplánovaných programů, odvíjejících se od přístavu Nagasaki. O cizince bylo pečováno s největší možnou pozorností a při déletrvajících pobytech byla hostům nabízena i služba formou smluvních manželek. Tento druh pohostinnosti, který v křesťanských zemích neměl zákonný ekvivalent, způsobil, že se v Nagasaki rodilo velké množství dětí cizinců. Služby dočasné manželky využil i Vladimír Dmitrijevič. Nakonec 16. října 1892 Pamjať Azova zakotvila v Kronstadtu po době delší jak dva roky. V lednu 1893 se v Nagasaki narodila vnučka slavného vědce Dmitrije Ivanoviče Mendělejeva, Ofudži Hidešima.

### Po návratu z Vladivostoku
Po návratu do Ruska smluvní vztah s dočasnou manželkou skončil, přesto matka Ofudži navázala s Vladimírem kontakt. Vladimírův otec sice vyplácel 18 let výživné na domnělou dceru Rosu do Německa, ale svým otcovstvím si jist nebyl, v případě otcovství Vladimíra však nezaváhal. V jeho životopisných materiálech jsou zachovány dopisy, z nichž je zřejmý zájem o osud dítěte a je doloženo i proplacení významné částky. Zhoršující se vztahy mezi Ruskem a Japonskem kontakt přerušily a o osudu možného potomka slavného vědce není nic známo. Na lodi Pamjať Azova Vladimír Dmitrijevič sloužil do roku 1894. V roce 1896 se Vladimír oženil s dcerou významného ruského malíře a uměleckého činovníka Kirilla Vikentijeviče Lemocha, Varvarou Kirillovnou. Z tohoto manželství se 16. listopadu 1896 narodil syn, který po slavném dědečkovi dostal jméno Dmitrij. V roce 1898 Vladimír Dmitrijevič opustil válečné námořnictvo a nastoupil jako inspektor pro rozvoj lodní dopravy při Ministerstvu financí. Jako redaktor Brockhausovy-Jefronovy encyklopedie zpracoval 16 článků na téma fotografických metod a technik.
Koncem roku 1898 onemocněl chřipkou a během týdne, dne 31. prosince zemřel. Čtyřletý Dmitrij Vladimirovič zemřel v červenci 1900. Jejich smrt byla nejbolestivější částí života velikého vědce Dmitrije Ivanoviče Mendělejeva.

## Projekt zvýšení hladiny Azovského moře
V roce 1897 předal Vladimír Dmitrijevič svůj projekt na zvýšení hladiny Azovského moře ministru financí Sergeji Wittemu, ale prozatím nijaké návrhy na realizaci díla nevznikly. Koncem roku 1898 Vladimír Dmitrijevič zemřel. Jeho slavný otec týden po jeho smrti napsal k dílu doslov a s tímto doslovem byla v roce 1899 vydána v Petrohradu kniha „Projekt zvýšení hladiny Azovského moře přehrazením Kerčského průlivu sestavený Vladimírem Dmitrijevičem Mendělejevem, Posmrtné vydání s přílohou 2 map a 5 výkresů.“
Pro přehrazení byla zvolena trasa s nejmenší spotřebou materiálu. Hráz tak nebyla plánována přímo mezi západním břehem a kosou Čuška, které by bylo nejkratší, ale překonáním delší, ale mělčí trasy směrem k ostrovu Tuzla a následným směrováním k Čušské kose. Dílo se tak skládalo ze dvou částí.
1. Spojení západního břehu s ostrovem Tuzla se skládalo ze dvou hrází, nazývaných hlavní a střední. Hlavní hráz o výšce 40 stop a základně 18 sáhů měla obsahovat dvě propusti, umožňující přepravu největších námořních lodí. Tato hráz o délce 550 sáhů (1 150 m) navazovala na střední hráz, která se táhla v mělké zóně v délce 955 sáhů.
2. Navázání ostrova Tuzla s kosou Čuška a její navýšení nad vzedmutou hladinu o celkové délce 5 850 sáhů.
Hladina Azovského moře měla být zvednuta o 10 stop (3 metry) a zatopená plocha 6 600 čtverečních verst se týkala především bažin a pozemků nejhorší bonity, označovaných jako rodiště sarančat. Plocha moře by umožnila dopravu největším lodím do přístavů Berďansk, Mariupol a Jejsk. Zdvojnásobení hloubky u severního pobřeží, především v Taganrožské zátoce by výrazně omezilo tvorbu nebezpečných přívalových vln, které ohrožovaly plavbu po Donu až za Rostov. Rostov na Donu by se stal přímořským přístavem, u kterého se počítalo z výstavbou loděnic, podporovaných místními zdroji uhlí a železa. Součástí projektu bylo i obranné řešení vojenské a ekonomický rozbor vedoucí k požadavku sedmi miliónů rublů s desetiletou návratností.
V předmluvě Dmitrij Ivanovič Mendělejev napsal: “Až dílo bude uskutečněno -dříve nebo později- zůstane věčná vzpomínka na Vladimíra Dmitrijeviče.“
Důvodů, proč projekt nebyl uskutečněn bylo mnoho. V carské éře to byl rozvoj korupce za vlády mladého Mikuláše II. upřednostňující zahraniční dodavatele železničních odborníků před pracemi zajištěnými vlastními zdroji, v sovětské éře mezi hlavní důvody patřila nutnost turecké a britské propustky pro plavbu z Černého moře do Atlantiku, což způsobilo upřednostnění Bělomořského kanálu před Volžsko-donským. Základním důvodem je však to, že si nikdo nedokázal představit strategický význam Černého moře a hranice Ruského impéria na konci začínajícího 20. století. Význam úvah otce a syna Mendělejevových dokazuje v 21. století rychlost výstavby Krymského mostu.